# 乔波沃农村居民点
乔波沃农村居民点（俄语：Чоповское сельское поселение）是俄罗斯联邦布良斯克州波切普区所属的一个农村居民点。其下辖有18个居民点，行政中心为乔波沃。据2015年统计，该农村居民点的人口为1567人。